# Step

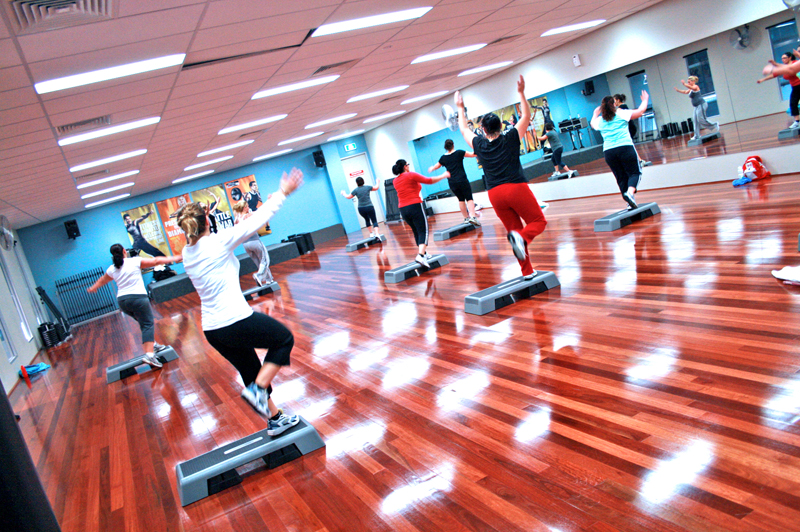
Aula de step

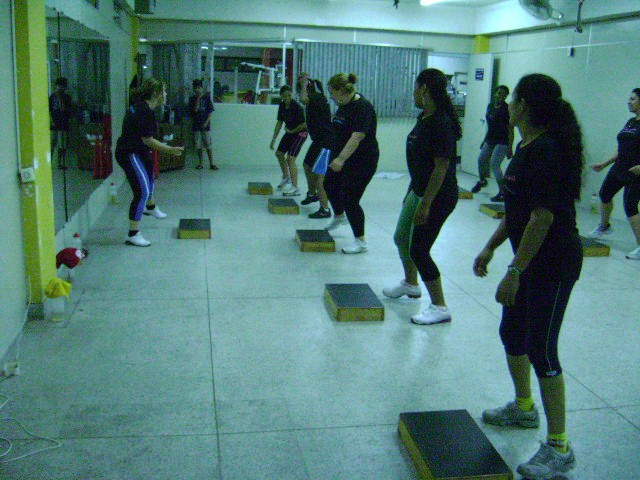

Step é um exercício aeróbico praticado com o uso de uma pequena plataforma chamada step (em português, degrau). A altura da plataforma pode ser ajustada com a colocação de pequenas peças embaixo da mesma, dependendo da necessidade de cada praticante. As aulas de step tornaram-se muito populares na década de 1990 e muitas academias e ginásios oferecem programas de exercícios que incluem tais aulas. O praticante também pode intercalar a prática com outras atividades como caminhadas, por exemplo. 

## Origem

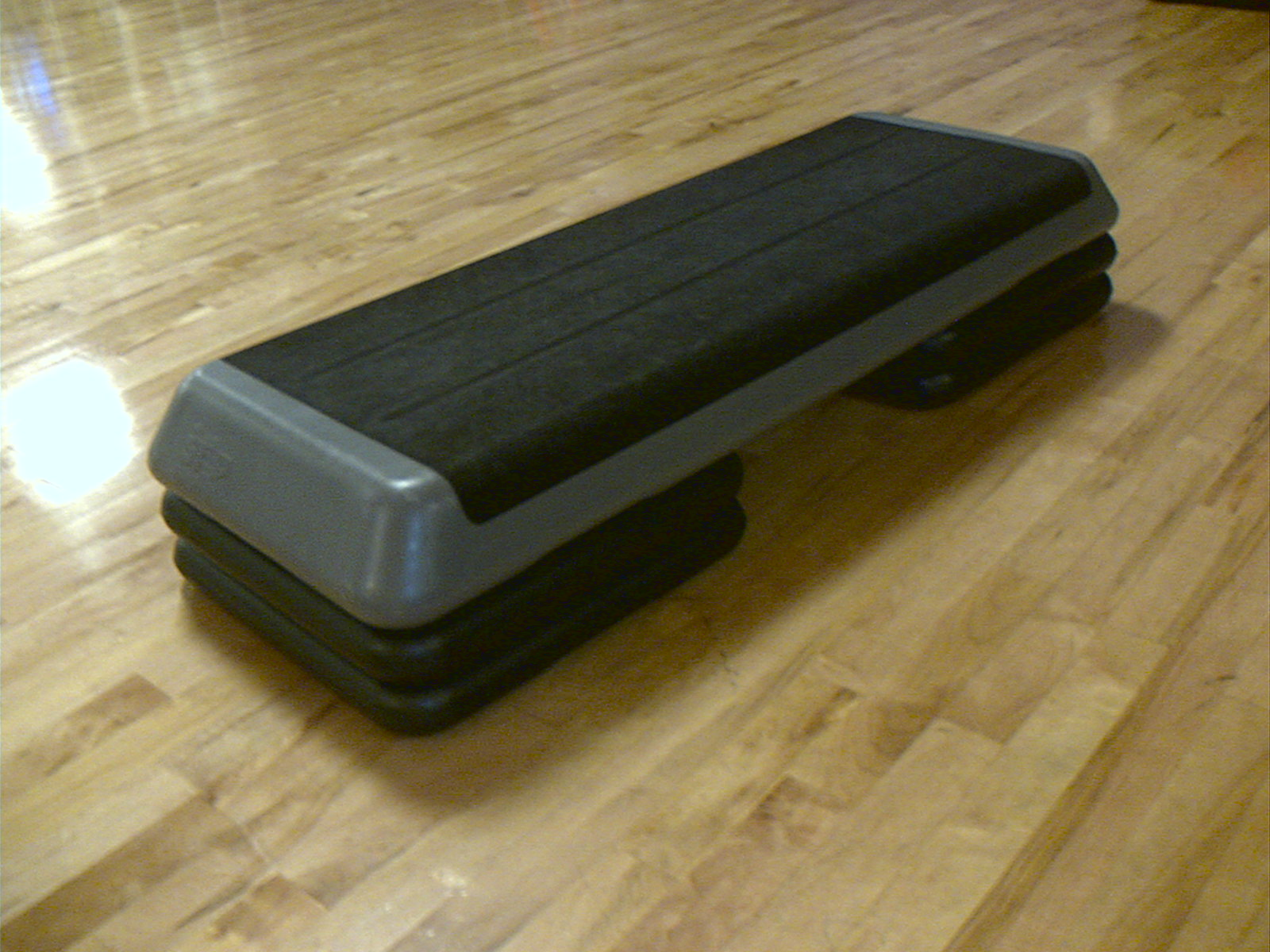
Plataforma usada na prática do step

O step, assim como a aeróbica e outras disciplinas relacionadas ao fitness, teve sua origem nos Estados Unidos. 
A ex-ginasta e professora de aeróbica Gin Miller, após sofrer uma grave lesão nos ligamentos do joelho, teve de passar por uma série de tratamentos que inclui  fisioterapia para ajudar no reforço dos membros inferiores. As atividades de Gin consistiam na execução de movimentos repetitivos como o subir e descer de escadas, por exemplo. Após o tratamento que resultou na sua recuperação, a ex-atleta decidiu adaptar os movimentos às suas aulas de aeróbica. Assim teve origem o step. Interessada no trabalho dea empresa de equipamentos esportivos Reebok, juntamente com um grupo formado por médicos, pesquisadores e especialistas em motricidade, desenvolveu o banco de step como é conhecido hoje. 

## Movimentos
O step consiste no simples movimento de pôr primeiro um dos pés na parte superior da plataforma e logo em seguida o outro para então recuar o primeiro pé e, de imediato, trazer o outro de volta ao chão num movimento de subir e descer.

## Coreografia
Muitos instrutores preparam uma série de movimentos que são executados em conjunto formando uma coreografia. Em níveis mais avançados, elementos rítmicos da dança são incorporados às aulas.

## Benefícios para a saúde
O suporte usado na prática do step também permite a realização de uma série de outros exercícios que visam a melhora e a manutenção da aptidão física, provocando um aumento da capacidade aeróbica do praticante. Há estudos afirmando que essa atividade pode consumir de 300 a 500 calorias localizadas em aulas de 30 a 70 minutos.
Outros benefícios que podem ser obtidos com a prática do step:
- Melhora do condicionamento cardio-respiratório.
- Desenvolvimento da coordenação, do ritmo, da memória, da capacidade de reação e da velocidade.
- Aumento da resistência muscular.
- Fortalecimento dos ossos, tendões e ligamentos.